# Фольц, Филипп фон
Филипп фон Фольц (нем. Philipp von Foltz; 11 мая 1805, Бинген-на-Рейне — 5 августа 1877, Мюнхен) — немецкий исторический живописец, придворный художник короля Баварии Людвига I и Максимилиана II, педагог, профессор (1870), ректор Мюнхенской академии художеств.

## Биография
Первые уроки живописи получил у отца художника-миниатюриста Людвига Фольца. Затем с 1825 учился в Мюнхенской академии художеств под руководством П. Корнелиуса, которому помогал в создании фресок в здании Глиптотеки (фрески утрачены во время Второй мировой войны).
Им оформлен салон Шиллера в новом Королевском дворце, который он украсил сценами из поэм Фридриха Шиллера.
Фольц создал серию картин, в основном, в стиле романтизма, некоторые из них жанровые полотна. Самой известной работой художника стала написанная им в 1833 картина «Прощание короля Отто I Греческого с Мюнхеном 6 декабря 1832», при создании которой он отошёл от строгого академического классицизма П. Корнелиуса и его окружения в пользу более романтического и живописного подхода.
Среди его последних работ были два больших полотна для Максимилиана II — «Император Фридрих I Барбаросса и герцог Генрих Лев» и «Перикла из Клеона и его последователи атакованные на Акрополе в Афинах», а также две большие картины со сценами охоты.
Осенью 1835 года Фольц совершил поездку в Рим. Там, он создал монументальную картину «Проклятие певца» по одноименной поэме Людвига Уланда .
После трех лет пребывания в Италии, вернулся в Мюнхен и был вскоре после этого в 1870 королём Максимилианом II назначен профессором, а позднее директором Академии художеств в Мюнхене. Воспитал много талантливых художников, среди них, Р. Бейшлаг.
- Эра Перикла
- Прощание короля Отто I Греческого с Мюнхеном 6 декабря 1832
- Сид Кампеадор (El Cid)
- Император Фридрих I Барбаросса и герцог Генрих Лев